# Golfete Dulce
El golfete Dulce, también llamado como golfo Dulce o golfo Izabalito, es un lago alimentado y drenado por el río Dulce, a través del cual drena el lago de Izabal, por lo que a veces se considera parte del propio río, una suerte de ensanchamiento del cauce. El golfete se extiende aproximadamente entre fronteras río Dulce y Livingston. Geográficamente pertenece al municipio de Livingston.

## Principales afluentes
- Río Dulce (a través del cual drena el lago de Izabal)
- Río Frío
- Río Bonito
- Río Tameja
- Río Chocón Machacas

## Accidentes geográficos

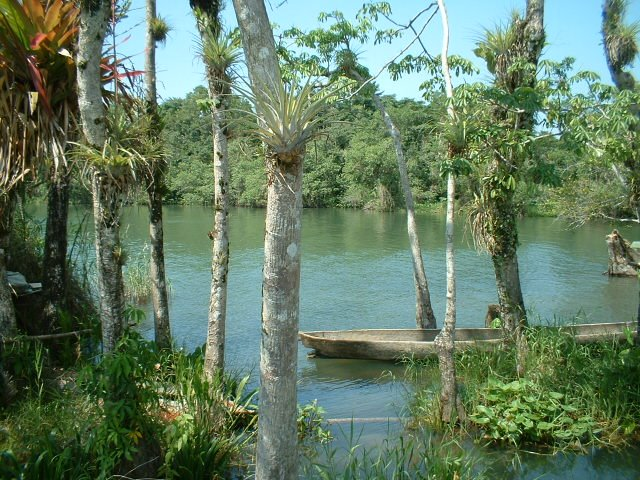
Pequeña laguna a las orillas del Golfete.

- Cerro de San Gil
- Isla Cayo Largo
- Isla Cayo Julio
- Laguna Mal Cocinado
- Punta Arenas
- Laguna Escondida
- Laguna Negra
- Laguna Calix
- Laguna Salvador
- Cayo Grande
- Ensenada de Los Duarte
- Punta de Darío

## Especies hidrobiológicas

### Peces

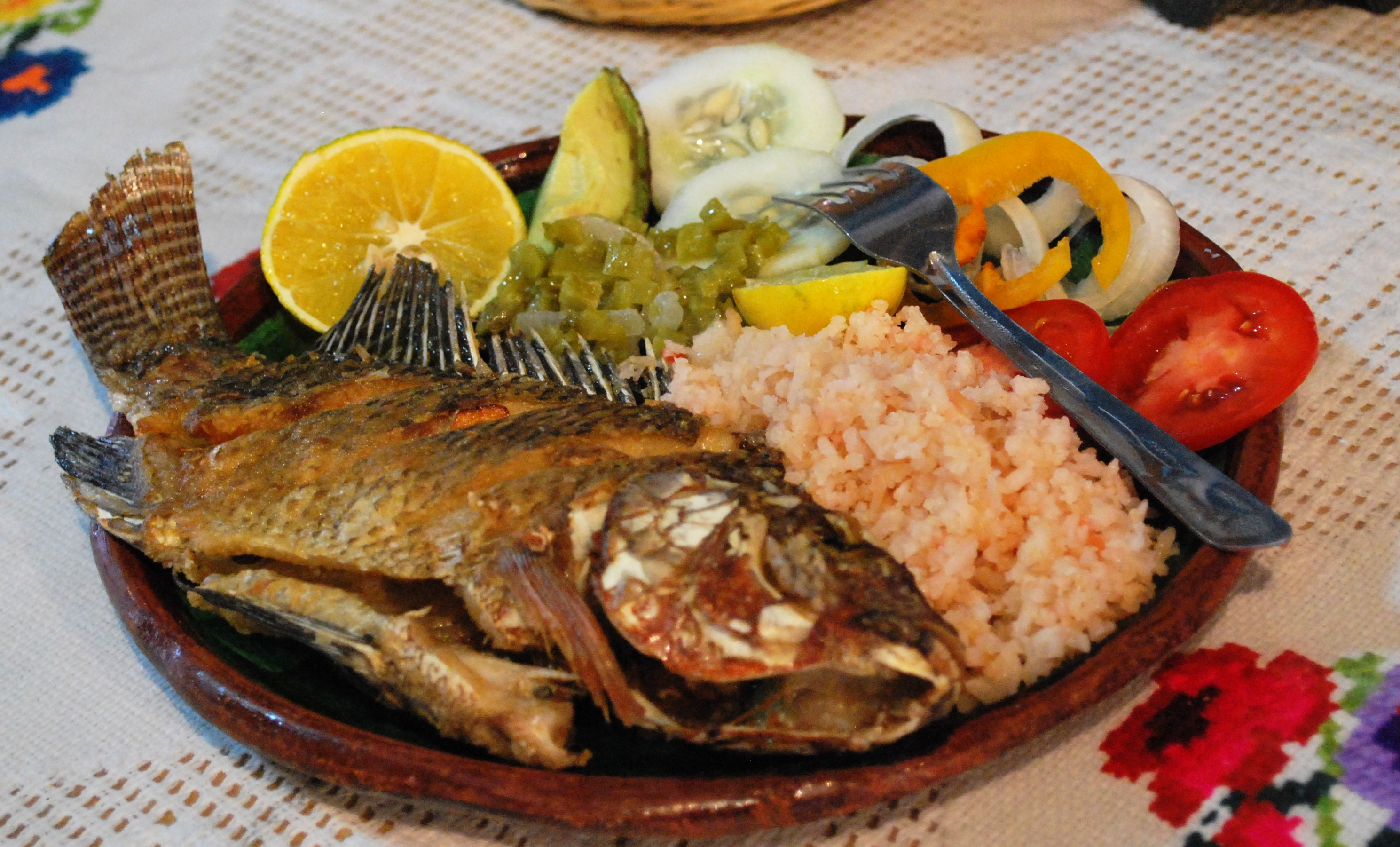
Mojarra frita de Michoacán

- Tepemechín (Agonostomus monticola)
- Pepesca (Astyanax aeneus): de unos 10 cm de longitud, de escamas blancas y brillantes, se consumen fritas o empanadas y es considerado un plato exquisito por las comunidades indígenas de la zona.
- Robalito (Centropomus ensiferus): más pequeño que el róbalo, de unos 25-30 cm de longitud, de color claro, escamas ligeramente plateadas. Se hace frito, en filetes, con coco o guisado.
- Róbalo (Centropomus undecimalis): puede llegar al metro de longitud, se suele tomar en filetes a la plancha, seco y "forrado" (rebozado). Es considerado de gran calidad.
- Palometa (Eugerres plumieri): de entre 20-30 centímetros, escamas blancas, se suele tomar frita.
- Chunte Estrella, Juilín (Hexanematichthys guatemalensis): mide hasta 70 cm, color plateado, liso, sin escamas, espinas grandes y peligrosas, ya que son muy difíciles de extraer en caso de pinchazo. Se suele salar y secar para luego consumir. Es un plato típico en la Semana Santa de la zona.
- Quixque (Hexanematichthys seemanni)
- Sábalo (Megalops atlanticus): mide más de un metro, escamas en forma de gran moneda, blanco-plateado. Se suele comer asado a la brasa y se suele hacer como "salpicón de sábalo", considerado como un plato exquisito en la zona.
- Liseta (Mugil cephalus): pescado largo, de unos 35 cm, de forma tubular, blanco, de fuerte olor y sabor. Se suele consumir frito.
- Zapatera (Oligoplites palometa): de unos 50 cm, de forma plana, de poco filete, sin escamas, se suele tomar frita y rebozada.
- Tilapia (Oreochromis niloticus niloticus): parecida a la mojarra, se suele comer en caldo, guisada o frita. Suele medir unos 25-30 cm. Escamas pequeñas.
- Guapote Tigre (Parachromis motaguensis): su cuerpo tiene un color atigrado, forma redondeada, escamas pequeñas, bastante carne.
- Pupo (Poecilia gillii)
- Ronco (Pomadasys crocro)
- Bagre (Rhamdia guatemalensis): parecido al chunte, aunque más grande.
- Chombimba, Mojarra Roja o Mojarra (Vieja maculicauda): quizá el pescado más reconocido de la zona y el más apreciado. Suele considerarse un plato de lujo y las mojarras de gran tamaño suelen tener un alto coste en mercados y restaurantes de la zona.
- Machaca (Brycon Guatemalensis): de 40-50 cm, de escamas finas y blancas, con muchas espinas, para su consumo se le realizan multitud de cortes para poder cortar las espinas y facilitar su ingestión. Se suele cocinar en caldos, frita o guisada.
- Tiburón de agua dulce (Carcharhinus leucas)

### Crustáceos
- Camarón Blanco (Litopenaeus vanameii)
- Jaiba (Callinectes sapidus): es un tipo de cangrejo, de unos 15-30 cm de longitud, se consume en caldo, guisada o incluso frito. Es uno de los ingrendientes del "tapado", plato típico de la comunidad garífuna de Livingston. Su captura puede conllevar cierto riesgo por el gran poder de presión de sus tenazas.
- Cholaico: nombre común de una especie de camarón de unos 30 cm de longitud, similar al camarón blanco y con grandes tenazas. Es muy difícil de encontrar y su precio es muy alto en los mercados de Izabal. Está más cotizado que la langosta.
- Jute: nombre común de un tipo de caracol de concha negra, vive en la zona de mangles. Se consume en caldo tras haberle quitado un trozo de la cola. Su principal aporte nutricional es el hierro y suele producir sueño su consumo.

### Mamíferos

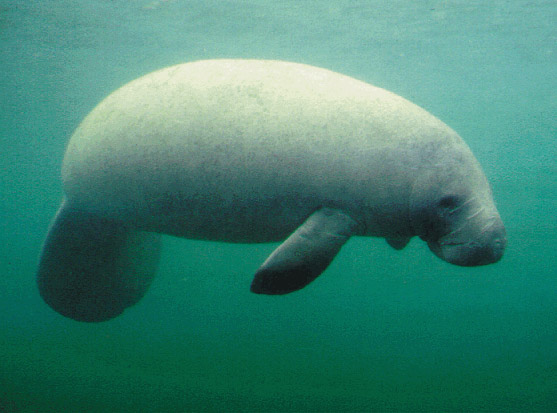
En el Golfete vive aún el manatí

- Manatí (Trichechus manatus): las comunidades locales también lo llaman "vaca marina", su caza está prohibida, pero su carne es considerada de gran calidad por la población. Los que lo han probado dicen que, en función de la parte del manatí que se coma, su carne tiene sabor a ternera, cerdo o pescado.
- Mono aullador o zaraguate (Alouatta caraya)
- Mono araña (Ateles)
- Armadillo (Dasypodidae)
- Oso hormiguero (Vermilingua)
- Coatí o pizote (Nasua)
- Tepezcuintle (Cuniculus paca)

### Aves
- Garza (Casmerodius albus egretta)
- Pelícano
- Tucán

## La pesca en la zona
- Según datos de UNIPESCA del año 2002 la  producción pesquera del Golfete se situó en 4.396.800 kilogramos.
- Número aproximado de pescadores: 80
- Principales  centros pesqueros: Río Dulce, Cayo Quemado y La Lámpara
- Principales mercados pesqueros: Río Dulce, Livingston, Cayo Quemado, Puerto Barrios, Chiquimula, Zacapa, Poptún y Ciudad de Guatemala

## Entorno

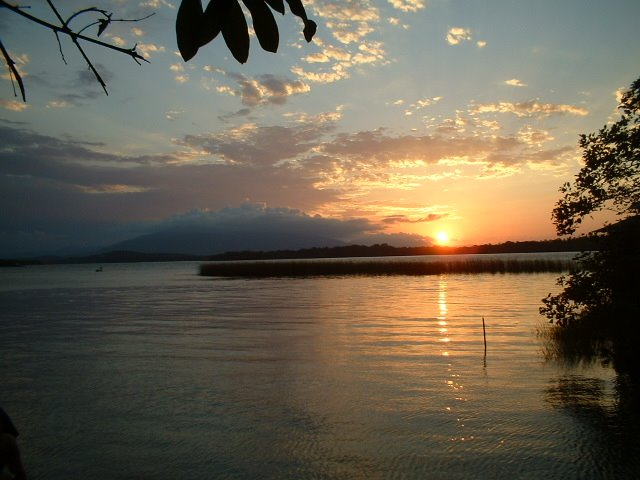
Atardecer en El Golfete

- En su parte más oriental se encuentra el  Biotopo Chocón-Machacas, donde se ayuda a conservar al manatí que cada vez en menor número puebla sus aguas.
- Proyecto Ak Temanit: ONG gestionada por la propia comunidad indígena

## Ecoturismo
- El Golfete se encuentra encuadrado dentro del área protegida del parque nacional Río Dulce, por ello son prioritarias las iniciativas de ecoturismo y conservación.
- Se permite la pesca de subsistencia artesanal y de pequeña escala

## Datos socioeconómicos

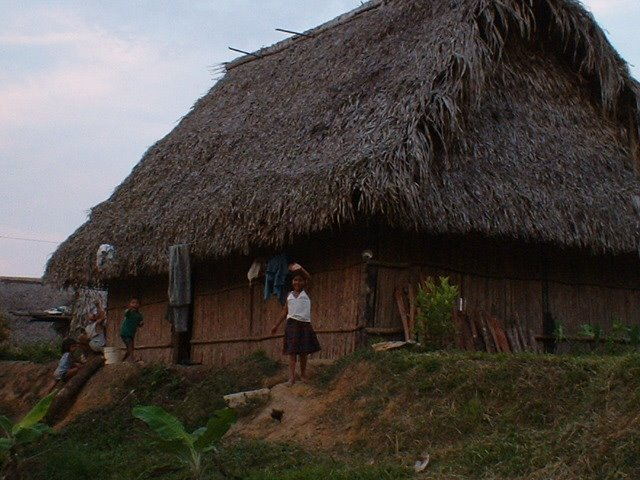
Cabaña típica indígena de la zona del Golfete.

Según el Instituto nacional de Estadística de Guatemala (INE) del año 2002:
- Población estimada en el ámbito de influencia de El Golfete: 129.666 habitantes
- 48% son hombres y 52% mujeres
- Ingreso promedio el 16,44% de la población ingresaba en el año 2002 menos de 100 dólares mensuales. El 49,79% entre 100 y 300 dólares y el 33,76% más de 300 dólares cada mes.

## Datos meteorológicos
- Humedad media: 83%
- Precipitación anual: 3108 mm
- Temperatura media: 25 °C

Fuente: INSIVUMEH

## Instituciones relacionada con el Golfete
- Ministerio de Agricultura, Ganadería y Alimentación  (MAGA) a través de la Unidad de Manejo de la Pesca y Acuicultura (UNIPESCA) y la Coordinadora Departamental en Izabal.
- Ministerio de Ambiente y Recursos Naturales  (MARN)
- Consejo Nacional de Áreas Protegidas  (CONAP)
- Universidad de San Carlos de Guatemala, a través del Centro de Estudios Conservacionistas (CECON)
- Capitanía de Puerto de Livingston
- Autoridad para el Manejo Sustentable de la Cuenca del Lago de Izabal y la Cuenca del Río Dulce

## Legislación y normas de aplicación
- Ley de Áreas Protegidas, Decreto del Congreso de la República de Guatemala 4-89; el cual fue publicado en el Diario Oficial el 10 de febrero de

1989 y su objetivo principal es manejo de las áreas protegidas.
- Ley General de Pesca y Acuicultura, Decreto del Congreso de la República de Guatemala 80-2002; el cual fue publicado en el Diario Oficial el 24 de diciembre del 2002 y su objetivo principal es regular las actividades pesqueras y acuícolas.
- Ley de Mejoramiento del Medio Ambiente, Decreto del Congreso de la República de Guatemala 68-86; el cual fue publicado en el Diario Oficial el 19 de diciembre de 1986 y su objetivo principal es la conservación y mejoramiento del medio ambiente.
- Ley de Creación de la Autoridad para el Manejo Sustentable de la Cuenca del Lago de Izabal; y de Río Dulce. Decreto 10-98.
- Ley que Declara Parques nacionales, Bosques y Sitios sujetos a planes de ordenación y experimentación forestal, las áreas y lugares que se expresa, Guatemala 26 de mayo de 1955. Publicado en el Diario Oficial página 447, del N.º 0 tomo 79 de fecha 28 de mayo de 1955.
- Reglamento de Zonificación, uso y Manejo del Área Protegida Río Dulce.